# Abbo van Soissons
Abbo van Soissons (- 937) was in de eerste helft van de 10e eeuw 28 jaar lang tot aan zijn dood bisschop van Soissons.

## Leven
Abbo volgde Rodoin in 909 op de bisschopzetel van Soissons op en nam op 26 juni van dat haar aan het concilie te Trosly bij Soissons deel. In twee oorkonden van de West-Frankische koning Karel de Eenvoudige zette hij zich in 918 en 920 respectievelijk voor de abdijen van Saint-Germain-des-Prés en Saint-Maur-des-Fossés in. Vervolgens werd hij kanselier van koning Robert I en diens opvolger Rudolf. Hij begeleidde deze laatste in 924 naar Bourgondië en het jaar daarop trok hij met hem mee op veldtocht tegen de Noormannen bij Melun.
Toen graaf Herbert II van Vermandois eind 925 een niet-canonieke synode te Reims bijeenriep, om zijn jongste, toentertijd amper vijfjarige zoon Hugo tot aartsbisschop van Reims te laten verkiezen, stemde Abbo net zoals vele andere clerici met deze benoeming in. Nadat vervolgens koning Rudolf de verkiezing van Hugo had goedgekeurd en Herbert II de wereldlijke administratie van het aartsbisdom had overgedragen, zond Herbert Abbo als leider van een delegatie naar Rome, om ook van paus Johannes X een definitieve bevestiging te bewerkstelligen. De paus gaf weliswaar zijn toestemming voor de vergeving van een jong kind tot aartsbisschop, maar bepaalde dat Abbo de geestelijke opgaven in het aartsbisdom Reims zou waarnemen, zolang als Hugo daar nog te jong voor was. Deze positie verloor Abbo echter reeds in 928 aan de voor invallen van moslimpiraten uit zijn aartsbisdom Aix gevluchte Odolric. Vier jaar later moest hij ook het kanselierambt opgeven, dat voortaan door bisschop Ansegisus van Troyes werd uitgeoefend. Abbo zou uiteindelijk in 937 overlijden.

## Bron
- Flodoard van Reims, Historia Remensis ecclesiae IV 20.